# Гаспарян, Майя Ованесовна
Ма́йя Оване́совна Гаспаря́н (1 мая 1934, Москва — 2006, Москва) — советский учёный, педиатр и инфекционист, доктор медицинских наук (1976), профессор.

## Биография
Майя Ованесовна Гаспарян родилась 1 мая 1934 в Москве.
- 1958 — закончила педиатрический факультет 2-го московского медицинского института имени Н. И. Пирогова, врач-педиатр.
- 1964 — защитила кандидатскую диссертацию, тема: «Кандидозы у детей».
- 1978 — защитила докторскую диссертацию, тема: «Инфекционный мононуклеоз у детей»[1].
- 1987—1994 — профессор кафедры педиатрии с детскими инфекциями ФУВ РГМУ.

## Направления научной деятельности
- инфекционный мононуклеоз у детей,
- вирусные гепатиты у детей.

## Общественная деятельность
- Много лет возглавляла инфекционную секцию Московского общества педиатров.
- Член вакцинного комитета при Институте стандартизации и контроля медицинских препаратов имени Л. А. Тарасевича
- Научный редактор журнала «Детские инфекции».

### Семья
- Отец: Гаспарян Ованес Ервандович[2], начальник строительства, затем директор завода по производству бериллия, впоследствии переданного в Наркомтяжпром (Главредмет); расстрелян как враг народа в 1938 году, реабилитирован в 1955 году.
- Мать: Брагинская-Гаспарян Вера Павловна.
- Муж: Штыкунов, Владимир Иванович.
  - Дочь: Елена Владимировна Штыкунова, к.м.н., врач высшей категории.
    - Внучка: Елена Андреевна Клеткина, врач-эндокринолог.

## Публикации
Майя Ованесовна — автор более 200 печатных работ, в том числе 1 монографии, соавтор руководства «Детские инфекционные болезни» и нескольких глав руководства по инфекционным болезням под редакцией академика В. Ф. Учайкина.
- «Кандидозы у детей» : диссертация кандидата медицинских наук, 1964

- «Инфекционный мононуклеоз у детей» // Н. И. Нисевич, В. С. Казарин, М. О. Гаспарян. // Год издания: 1975 Язык: Русский Мягкая обложка, 176 стр. Тираж: 5000 экз. Формат: 84x108/32 (130х200 мм)
- Нисевич, Нина Ивановна. «К вопросу о дисбактериозе кишечника у детей» / Н. И. Нисевич, М. О. Гаспарян, А. А. Новокшонов // Педиатрия 1999 N 1 — ISSN 0031-403X.
- Нисевич, Нина Ивановна. «Инфекционные болезни у детей — достижения и проблемы» / Н. И. Нисевич, М. О. Гаспарян // Эпидемиология и инфекционные болезни. — 2001. — N 6 . — С. 5-9.
- «Отдаленные исходы хронического гепатита у детей» / Н. А. Гусева, М. О. Гаспарян, Н. И. Нисевич, Г. В. Чаплыгина // Педиатрия : Двухмесячный научно-практический журнал им. Г. Н. Сперанского / Международный Фонд охраны здоровья матери и ребёнка, Союз педиатров России 2001 N Специальный выпуск — ISSN 0031-403X.
- Нисевич, Нина Ивановна. «Морозовская детская клиническая больница — 100 лет на передовых рубежах борьбы с инфекционными болезнями у детей» / Н. И. Нисевич, М. О. Гаспарян // Детские инфекции : Научно-практический журнал Ассоциации педиатров-инфекционистов. — 2003 N 3
- «Клиника, диагностика и течение цирроза печени при HCV-инфекции у детей» / С. Б. Чуелов, Н. И. Нисевич, М. О. Гаспарян и др. // Детские инфекции : Научно-практический журнал Ассоциации педиатров-инфекционистов 2005 Том 4, N 1
- «Дифференциально-диагностические признаки и особенности течения цирроза печени при вирусных гепатитах у детей» / С. Б. Чуелов, М. О. Гаспарян, Г. В. Чаплыгина и др. // Детские инфекции : Научно-практический журнал Ассоциации педиатров-инфекционистов 2006 Том 5, N1
- Клиника, диагностика и течение циррозов печени, не связанных с вирусными гепатитами, у детей / С. Б. Чуелов, М. О. Гаспарян, А. В. Смирнов и др. // Детские инфекции : Научно-практический журнал Ассоциации педиатров-инфекционистов 2006 Том 5, N 2
- Майя Ованесовна Гаспарян, Артур Андраникович Мурадян // «Советуют методисты», Пед. о-во АрмССР, Ереван Луйс, 1987